# Distretto di Wasseramt
Il distretto di Wasseramt è un distretto del Canton Soletta, in Svizzera. Confina con i distretti di Bucheggberg a ovest, di Soletta e di Lebern a nord e con il Canton Berna a est e a sud. Il capoluogo è Kriegstetten.

## Comuni
Amministrativamente è diviso in 19 comuni:
- Aeschi
- Biberist
- Bolken
- Deitingen
- Derendingen
- Drei Höfe
- Etziken
- Gerlafingen
- Halten
- Horriwil
- Hüniken
- Kriegstetten
- Lohn-Ammannsegg
- Luterbach
- Obergerlafingen
- Oekingen
- Recherswil
- Subingen
- Zuchwil

### Divisioni
- 1830: Aeschi → Aeschi, Steinhof
- 1854: Heinrichswil-Hersiwil-Winistorf → Heinrichswil, Hersiwil, Winistorf

### Fusioni
- 1857: Oberbiberist, Unterbiberist → Biberist
- 1993: Ammannsegg, Lohn → Lohn-Ammannsegg
- 1993: Heinrichswil, Winistorf → Heinrichswil-Winistorf
- 1994: Aeschi, Burgäschi → Aeschi
- 2012: Aeschi, Steinhof → Aeschi
- 2013: Heinrichswil-Winistorf, Hersiwil → Drei Höfe